# Хайнрих II (Текленбург)
Вижте пояснителната страница за други личности с името Хайнрих II.
Хайнрих II фон Текленбург (на немски: Heinrich II von Tecklenburg, * ок. 1186; † 1226) е от 1202 до 1226 г. съ-регент на Графство Текленбург.

## Биография
Той е син на Симон фон Текленбург (1140 – 1202), граф на Текленбург, и съпругата му Ода фон Берг-Алтена (1145 – 1224), дъщеря на граф Еберхард I фон Берг-Алтена.
Брат е на граф Ото I (1185 – 1263) и Адолф фон Текленбург (1185 – 1224), който е от 1216 г. епископ на Оснабрюк и Светия.
През 1202 г. той е граф на Текленбург заедно с брат си Ото I под опекунството на майка им. Брат му участва през 1217 – 1219 г. в кръстоносния поход от Дамиета в Египет. Те дават обежище на граф Фридрих фон Изенберг, убиецът на архиепископ Енгелберт от Кьолн, и влизат в Рейнския градски съюз през 1225 г.
Хайнрих умира през 1226 г.